# Gideå bruk

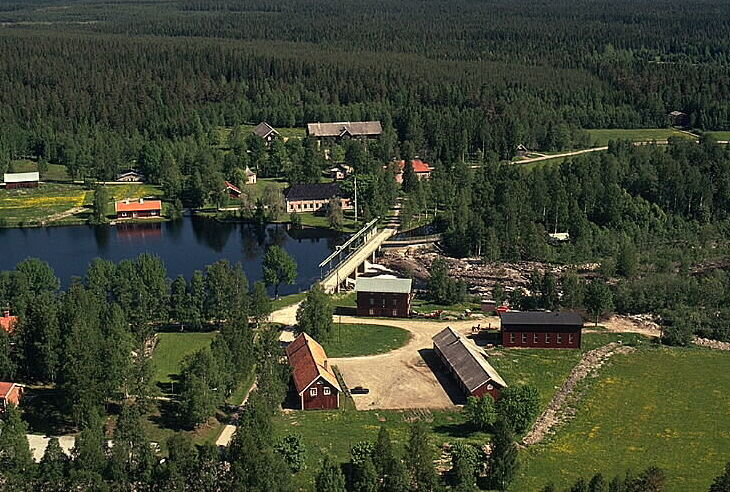
Flyfotog över Gideå bruk 1988.

Gideå bruk eller Gideåbruk var ett järnbruk vid Gideälven, beläget fyra kilometer sydost om Gideå i nuvarande Örnsköldsviks kommun, som var i drift 1806–1873. Bruket grundades av bröderna Jacob Christian och Isaac Ephraim Clason i vallonsläkten Clason från Graninge bruk. Det var svårt att få verksamheten lönsam och bruket hade många olika ägare, däribland James Dickson & Co. Verksamheten vid Gideå bruk var hela tiden intimt förknippad med den vid Husums sågverk, och efter att järnproduktionen lagts ned förenades båda anläggningarna i Gideå & Husums AB med huvudsaklig inriktning på sågade trävaror. Detta företag övertogs 1903 av Mo och Domsjö AB, som utnyttjade Gideå bruks byggnader för olika ändamål. Idag används herrgården för representation inom Holmen AB. Bruksområdet är klassat som riksintresse för kulturmiljövården.

## Bruket anläggs av bröderna Clason

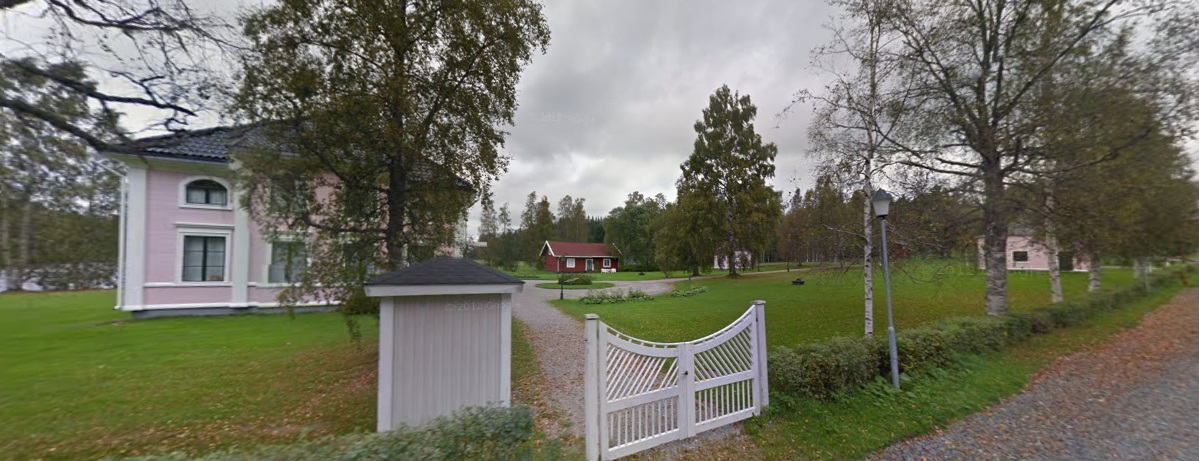
Gideå herrgård, en bruksherrgård från tidigt 1800-tal.

Omkring sekelskiftet 1800 började bröderna Jacob Christian och Isaac Ephraim Clason, söner till Graninge bruks ägare Jacob Ephraim Clason, planera för ett nytt järnbruk i Ångermanland. År 1803 köpte bröderna Husums sågverk i Husån för att där anlägga sitt bruk. Mycket snart insåg de emellertid att platsen inte var lämplig och vände därför sitt intresse till den närbelägna Gideälven, ett vattendrag med betydligt större flöde. Bröderna Clason förvärvade Hötjärns by, omfattande två hemman, samt ett hemman i Sörgissjö och ett hemman i Norrgissjö. De fyra hemmanen var belägna på ömse sidor om Hällforsen och platsen verkade vara lämplig för att bygga upp ett järnbruk.
År 1805 fick Gidåns bruk privilegium av bergskollegium för en stångjärnshammare med två härdar. Tackjärn fick köpas från Nya Kopparbergs och Grythytte bergslag. Det ämnesjärn som producerades i stångjärnshammaren skulle vidareförädlas till diverse järnvaror i en knipphammare och två spikhammare. Anläggningen togs i drift 1806.
När Gideå bruk fått sina privilegier hade järnkonjunkturerna varit relativt goda, men förhållandena försämrades snabbt. Handeln med Storbritannien stoppades helt 1806 till följd av Napoleonkrigen, vilket ledde till stora svårigheter för hela den svenska järnindustrin. Verksamheten vid Gideå bruk blev aldrig riktigt lönsam och begärdes 1820 i konkurs tillsammans med Husums sågverk.
Bröderna Clason fick ändå ett bestående inflytande på bygden genom att de tog initiativ till bildandet av Gideå församling och byggandet av Gideå kyrka för bruksfolket och omkringliggande byar.

## Gideå herrgård kommer till

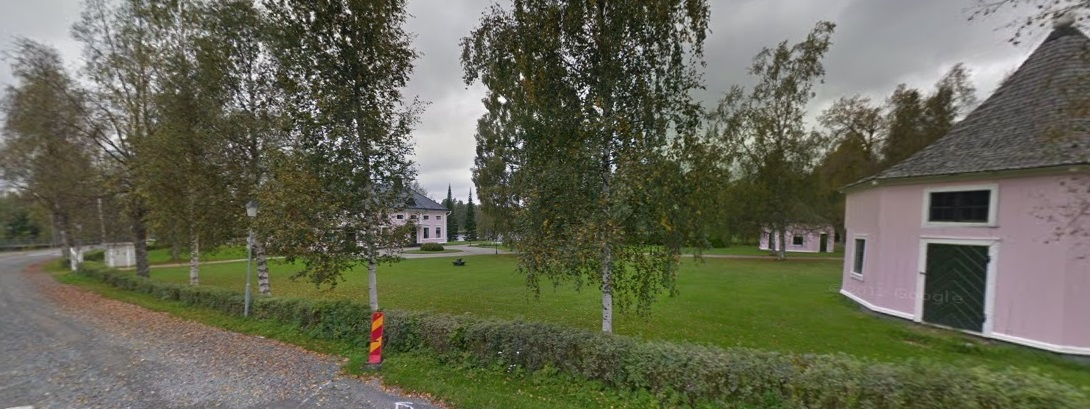
Gideå herrgård.

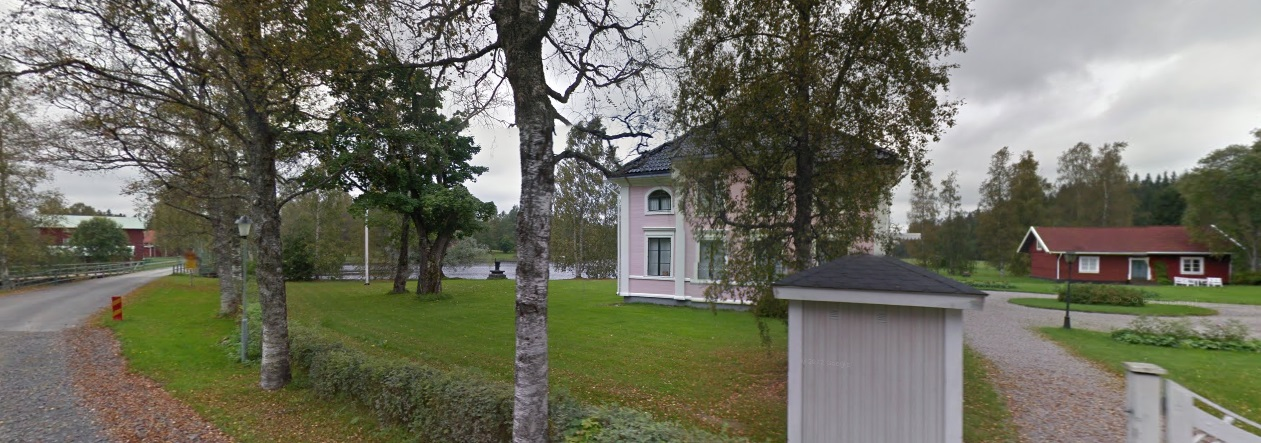
Gideå herrgård.

Efter konkursen gick Gideå bruk och Husums sågverk mellan ett antal olika ägare innan de 1825 övertogs av handelshuset P. Brändström & Co i Gävle, där den ingifte Hans Wilhelm Eckhoff lade ned hela sin själ på att göra bruket lönsamt. Han bosatte sig vid bruket och blev så småningom också dess ägare. Hans Wilhelm Eckhoff utökade produktionen och lät uppföra en herrgård som stod färdig 1830 och som fortfarande finns kvar. Han undersökte också möjligheterna att bryta järnmalm i närområdet, bland annat på öarna Trysunda och Skrubban. Malmen på Skrubban ansågs aldrig brytvärd, men vid Björnviken på Trysunda bröts malm 1835–1837. Den var dock av alltför dålig kvalitet för att kunna användas i produktionen.
Eckhoff lyckades driva bruket med god lönsamhet, men i slutet av 1830-talet blev konjunkturerna åter sämre. År 1846 försåldes Husums sågverk och Gideå bruk till bolaget James Dickson & Co i Göteborg, som bland annat var innehavare av Matfors bruk och några stora norrländska sågverk.

## Stålframställning och nedläggning
Oscar Dickson, som hade kunskap om ståltillverkning från Matfors bruk, införde detta vid sidan av stångjärnstillverkningen vid Gideå bruk. Ofta blev dock stålet av dålig kvalitet och verksamheten blev inte lönsam. År 1873 slutade Dicksons helt att producera järnvaror vid Gideå bruk.
Två år senare sålde James Dickson & Co Gideå bruk och Husums sågverk, inklusive alla hemman, till det nybildade Gideå & Husums AB med affärsmannen Olof Wijk som styrelseordförande. De nya ägarna återupptog aldrig järnhanteringen, utan satsade i stället på produktion av trävaror vid Husums sågverk. Under 1900-talets första decennium övertogs bolaget av Mo och Domsjö AB.

## Gideå bruk idag
Mo och Domsjö AB anlade en kraftstation och en fiskodling vid det forna bruket och Frans Kempe gjorde herrgården till sitt sommarhus. Idag används herrgården för representation av Holmen AB.
År 1955 inrättade Mo och Domsjö AB en kursgård i anslutning till Gideå bruk. Där bedrevs såväl grundläggande yrkesutbildning som fortbildning inom det skogliga området, främst för bolagets egen personal men i viss utsträckning även för utomstående. Anläggningen har senare använts för konferensverksamhet.
Gideå bruk är klassat som riksintresse för kulturmiljövården. Förutom herrgården finns paviljonger, kägelbana samt ekonomibyggnader till jordbruket, skolhus, kvarn och kraftverk bevarade. Själva industribyggnaderna är borta, men lämningar finns i form av bland annat husgrunder, slaggvarp och stenmurar samt en grävd tilloppskanal.